# Шарп, Лесли
Ле́сли Шарп (англ. Lesley Sharp; род. 3 апреля 1960, Манчестер) — английская актриса.

## Биография
Лесли Шарп родилась в 1960 году в Манчестере (графство Ланкашир, Англия, Великобритания) под именем Кэрен Макинсон (англ. Karen Makinson). Биологические родители отдали Кэрен на удочерение из-за того, что она была внебрачным ребёнком (её отец был женат). Приёмная мать Шарп умерла от рака в 1979 году.
В 1982 году Лесли окончила «Guildhall School of Music and Drama».

## Карьера
Лесли Шарп дебютировала в кино в 1987 году, сыграв роль Мишель в фильме «Рита, Сью и Боб тоже». В 2001 году Шарп сыграла роль Кэтрин Эддоуэс (1842—1888) в фильме «Из ада».
Лесли Шарп — лауреат и номинантка на девять кинопремий.

## Личная жизнь
С 1994 года Лесли замужем за актёром Николасом Гливзом (род. 1969). У супругов есть два сына.

## Избранная фильмография
| Год  |   | Русское название          | Оригинальное название    | Роль            |
| ---- | - | ------------------------- | ------------------------ | --------------- |
| 1987 | ф | Рита, Сью и Боб тоже      | Rita, Sue and Bob Too    | Мишель          |
| 1991 | ф | Закрой мои глаза          | Close My Eyes            | Джессика        |
| 1993 | ф | Обнажённые                | Naked                    | Луиз Клэнси     |
| 1994 | ф | Священник                 | Priest                   | миссис Ансуорт  |
| 1997 | ф | Мужской стриптиз          | The Full Monty           | Джин            |
| 2001 | ф | Из ада                    | From Hell                | Кэтрин Эддоус   |
| 2004 | ф | Вера Дрейк                | Vera Drake               | Джесси Барнс    |
| 2008 | с | Доктор Кто                | Doctor Who               | Скай Сильвестри |
| 2008 | ф | Чернильное сердце         | Inkheart                 | Мортола         |
| 2009 | с | Пуаро Агаты Кристи        | Agatha Christie's Poirot | мисс Мартиндейл |
| 2011 | с | Граница тени              | The Shadow Line          | Джули Беде      |
| 2016 | с | Параноик                  | Paranoid                 | Люси Кэннонбёри |
| 2021 | с | Судьба: Сага Винкс        | Fate: The Winx Saga      | Розалинда       |
| 2022 | ф | Кэтрин по прозвищу Птичка | Catherine Called Birdy   | Морвенна        |
| 2023 | с | The Full Monty            | The Full Monty           | Джин            |